# Lee Alvin DuBridge

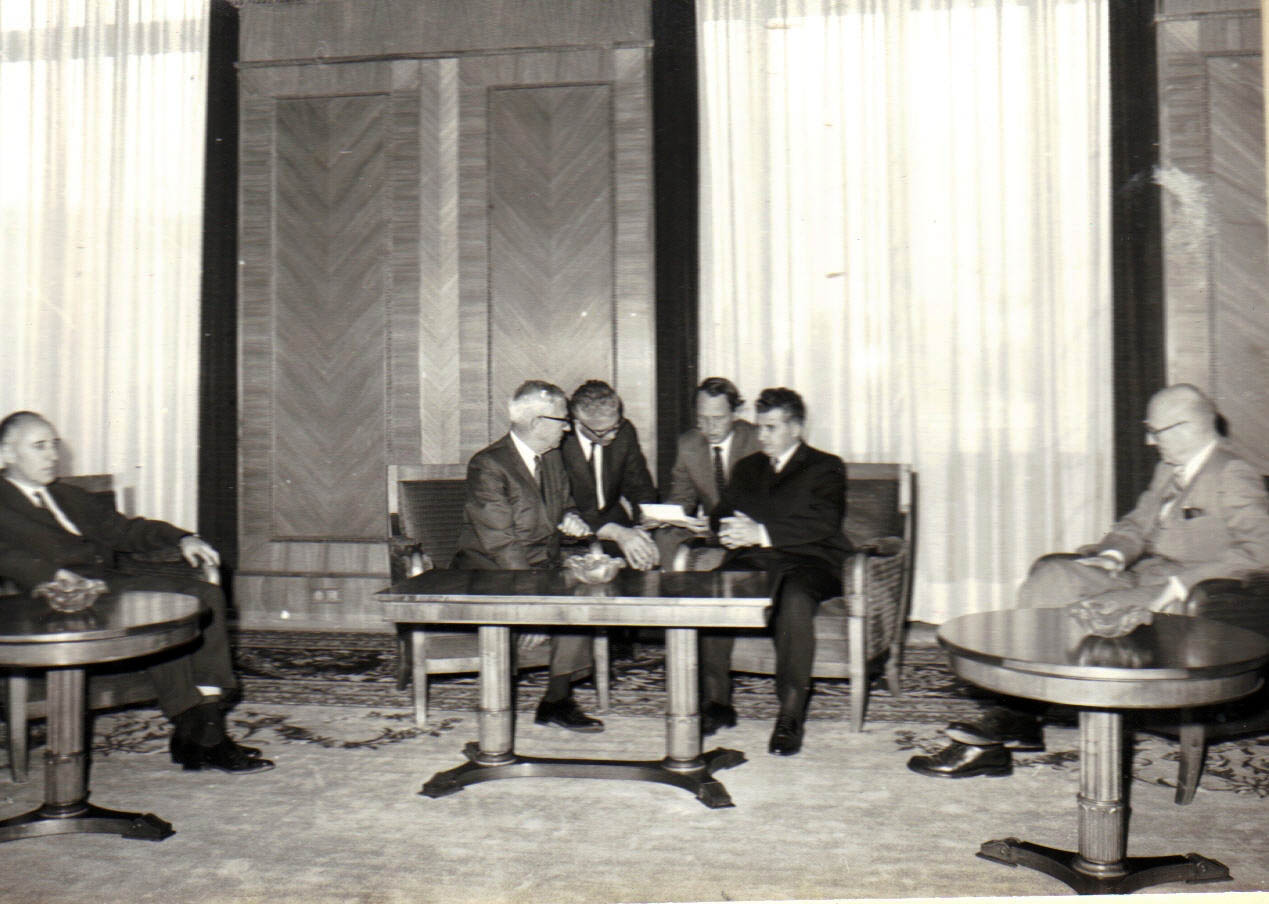
DuBridge cùng với Ceauşescu

Lee Alvin DuBridge (21.9.1901 – 23.1.1994) là nhà vật lý và nhà giáo dục người Mỹ.

## Cuộc đời và sự nghiệp
DuBridge sinh tại Terre Haute, Indiana, Hoa Kỳ. Ông tốt nghiệp bằng cử nhân ở trường Cornell College năm 1922, sau đó vào học ở Đại học Wisconsin–Madison, và đậu bằng thạc sĩ năm 1924, bằng tiến sĩ năm 1926. DuBridge làm việc ở Học viện Công nghệ California, Đại học Washington và Đại học Rochester. Ông làm chủ nhiệm phân khoa Khoa học và Nghệ thuật của Đại học Rochester một thời gian dài. Từ năm 1940 tới 1946, ông nghỉ phép ở Đại học Rochester để làm giám đốc sáng lập của Phòng thí nghiệm bức xạ tại Học viện Công nghệ Massachusetts. Ông cũng làm chủ tịch Học viện Công nghệ California từ năm 1946 tới năm 1969, sau đó ông từ chức để trở thành cố vấn khoa học đầu tiên của 2 tổng thống: tổng thống Harry S. Truman từ 1953 tới 1955, và tổng thống Richard Nixon từ 1969 tới 1970.
Ông qua đời vì bệnh viêm phổi tại nhà nghỉ hưu ở Duarte, California ngày 23.1.1994.

## Giải thưởng và Vinh dự
- Giải Vannevar Bush 1982
- Chủ tịch Hội Vật lý Hoa Kỳ 1947